# 마이크로소프트 구성 관리자
마이크로소프트 구성 관리자(Microsoft Configuration Manager, 과거 명칭: 마이크로소프트 엔드포인트 구성 관리자/Microsoft Endpoint Configuration Manager, 시스템 센터 구성 관리자/System Center Configuration Manager, 시스템 관리 서버/Systems Management Server, SMS)는 원격 제어, 패치 관리, 소프트웨어 배포, 운영 체제 디플로이먼트, 하드웨어 및 소프트웨어 인벤토리를 제공하는 대형 컴퓨터 그룹을 관리하기 위해 마이크로소프트가 개발한 시스템 관리 소프트웨어 제품이다. 구성 관리자는 마이크로소프트 윈도우 및 윈도우 임베디드 운영 체제를 지원한다. 이전 버전들은 또한 macOS, 리눅스, UNIX, 윈도우 폰, 심비안, iOS, 안드로이드 모바일 운영 체제도 지원했다.

## 같이 보기
- 마이크로소프트 서버
- 구성 관리
- 윈도우 서버 업데이트 서비스